# 解放塔
解放塔（朝鲜语：／）位於朝鮮民主主義人民共和國首都平壤市牡丹峰南麓。是1946年8月15日，為紀念日本戰敗一週年、朝鮮半島北部在蘇聯軍隊幫助下解放而建立。在“祖國解放40週年”紀念日（1985年8月）時改建。
至今解放塔仍是朝俄友好的象徵，俄羅斯駐朝鮮大使館人員定期至此敬獻花圈，以紀念曾經戰死的蘇聯軍人。